# Massacre de Nankin
Ne doit pas être confondu avec Incident de Nankin.
Seconde Guerre mondiale : batailles de la Guerre sino-japonaise
- Incident du pont Marco-Polo
- Shanghai
- Taiyuan
- Xinkou
- Pingxingguan
- Taierzhuang
- Xuzhou
- Nankin
  - bataille
  - massacre
- lac Khassan
- Wuhan
- Nanchang
- Khalkhin Gol
- Suixian-Zaoyang
- Changsha (1re)
- Guangxi
- Henan
- Zaoyang-Yichang
- Cent Régiments
- Shanggao
- Sud-Shanxi
- Changsha (2e)
- Pacification du Mandchoukouo
- Changsha (3e)
- Hubei
- Changde
- Ichi-Go
- Changsha (4e)
- Guilin-Liuzhou
- Reconquête chinoise

Guerre du Pacifique
Front d'Europe de l'ouest
Front d'Europe de l'est
Campagnes d'Afrique, du Moyen-Orient et de Méditerranée
Bataille de l'Atlantique
Le massacre de Nankin (chinois simplifié : 南京大屠杀 ; chinois traditionnel : 南京大屠殺 ; pinyin : NánJīng Dà Tú Shā), également appelé sac de Nankin ou viol de Nankin, est un événement de la guerre sino-japonaise qui a eu lieu à partir de décembre 1937, après la bataille de Nankin. Pendant les six semaines que dure le massacre de Nankin, des centaines de milliers de civils et de soldats désarmés sont assassinés et entre 20 000 et 80 000 femmes et enfants sont violés par les soldats de l'Armée impériale japonaise,.
Le 7 décembre 1937, Tchang Kaï-shek, chef du Kuomintang, qui avait fait de la ville sa capitale en 1927 à la suite de la scission avec les communistes, l'estime perdue et décide de la fuir à la suite des conséquences de la bataille de Shanghai et des conseils de ses stratèges allemands. Il y laisse toutefois une troupe de 100 000 hommes peu entraînés, dont la mission est de pratiquer la politique de la terre brûlée : Nankin est réputée objectif imprenable, et les moyens pour les civils de s'en échapper sont détruits par ses troupes qui évacuent la ville à leur tour devant le danger.
Le massacre reste un sujet de polémique puisque certains aspects sont contestés par des négationnistes et nationalistes japonais qui affirment qu'il a été exagéré voire totalement fabriqué à des fins de propagande. Résultat des efforts des nationalistes pour nier et expliquer les crimes de guerre, la polémique sur le massacre de Nankin reste un point de blocage dans les relations sino-japonaises, tout comme les relations entre le Japon et d'autres pays asiatiques tels que la Corée du Sud et les Philippines. L'estimation du nombre de victimes fait elle aussi l'objet de controverses. Il a été établi à 200 000 morts par le tribunal militaire international pour l'Extrême-Orient, tandis que les chiffres officiels chinois avançaient celui de 300 000 morts, et les historiens japonais entre 40 000 et 200 000 morts.

## Contexte militaire

### Seconde guerre sino-japonaise
En septembre 1931, l'Armée impériale japonaise envahit la Mandchourie, une province de république de Chine, à la suite d'un attentat perpétré contre une voie de chemin de fer appartenant à une société japonaise. Cet attentat (l’incident de Mukden), réalisé par les Japonais eux-mêmes pour justifier l'invasion, marque le début de la conquête de la Mandchourie par le Japon. En 1932, l'empereur Hirohito approuve la nomination d'un gouvernement fantoche, avec à sa tête le dernier empereur de la dynastie Qing, Puyi, dans cette province chinoise, renommée Manzhouguo (ou Mandchoukouo).
En 1937, après l'incident du pont Marco-Polo, Hirohito donne son accord à l'invasion du reste du territoire chinois, ce qui conduit à la seconde guerre sino-japonaise. En août 1937, l'armée japonaise assiège Shanghai où elle rencontre une forte résistance et subit de lourdes pertes. La bataille est sanglante pour les deux camps qui se battent au corps à corps en milieu urbain. À la mi-novembre, les Japonais prennent possession de Shanghai avec le soutien des bombardements de la marine. L'état-major à Tokyo décide dans un premier temps de ne pas étendre la guerre à cause des pertes sévères et du faible moral des troupes. Toutefois, le 1er décembre, il ordonne à l'armée du centre de la Chine et à la 10e armée de prendre Nankin, alors capitale de la république de Chine.

### Déplacement de la capitale
Après avoir perdu la bataille de Shanghai, Chiang Kaï-shek sait que la chute de Nankin, alors capitale de la république de Chine, est une question de temps. Avec ses conseillers, il se rend compte qu'il ne peut pas risquer l'anéantissement de ses troupes d'élite dans la défense symbolique mais sans espoir de la capitale. Afin de préserver son armée pour de futures batailles, la plupart des soldats se retirent. La stratégie de Chiang suit les recommandations de ses conseillers allemands qui lui préconisent d'attirer l'armée japonaise à l'intérieur de la Chine en utilisant son vaste territoire comme force défensive. Chiang planifie donc une guerre de positions en usant les Japonais dans l'arrière-pays.
Laissant le général Tang Shengzhi s'occuper de la ville pour la bataille de Nankin, Chiang et la plupart de ses conseillers s'enfuient vers Wuhan (la ville devient momentanément la capitale du gouvernement du Kuomintang), où ils restent jusqu'à y être attaqués en 1938.

### Stratégie de défense de Nankin
Tang Shengzhi déclare à Chiang que la ville n'abdiquera pas et combattra jusqu'à la mort. Tang rassemble environ 100 000 soldats, largement sous-entraînés, dont des troupes chinoises qui ont participé à la bataille de Shanghai. Afin d'empêcher les civils de fuir la ville, il ordonne à ses soldats de garder les portes de la cité, comme Chiang le lui a demandé. Les forces de défense bloquent les routes, détruisent les bateaux et brûlent les villages voisins, afin d'éviter une fuite massive.
Le gouvernement est déplacé le 1er décembre et le président fuit le 7 décembre, laissant le sort de Nankin aux mains d'un comité international dirigé par John Rabe.
Le plan de défense s'effondre rapidement. Les défenseurs voient bientôt arriver des troupes chinoises battues lors de précédents engagements, dont la bataille de Shanghai, avec à leur suite l'armée japonaise. Ceci ne remonte pas le moral des défenseurs, dont beaucoup sont tués lors de la défense de la ville ou l'occupation japonaise.

## Approche de l'Armée impériale japonaise

### Crimes de guerre japonais sur la route de Nankin

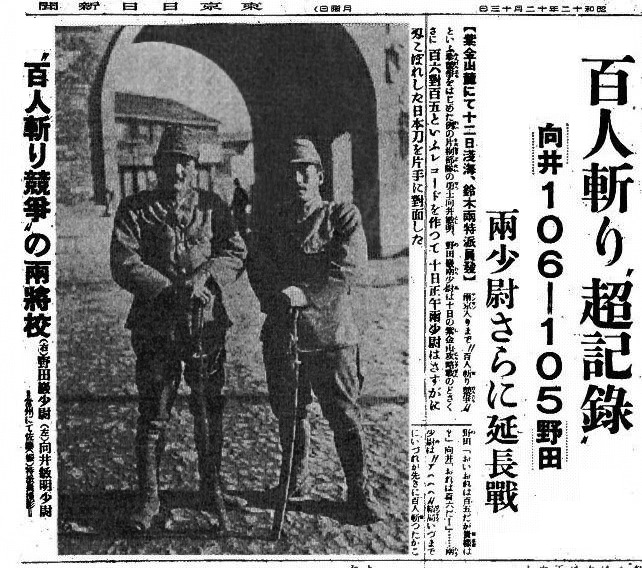
Un des articles sur le Concours de décapitation de 100 personnes publié dans le Tokyo nichi nichi shinbun. En titre, on peut lire : 'Incroyable record' (dans le concours de décapitation de 100 personnes) - Mukai 106 - 105 Noda. Deux lieutenants font une manche supplémentaire. En effet, le score de 105 à 106 ne permettant pas de les départager, le concours a été prolongé jusqu'à 150 décapitations.

Alors que le massacre de Nankin est généralement décrit comme s'étant déroulé sur plus de six semaines après la chute de Nankin, les crimes commis par l'armée japonaise ne se limitent pas à cette période. De nombreuses atrocités ont été rapportées lorsque l'armée japonaise marchait de Shanghai à Nankin.
Certains historiens émettent l'hypothèse que la violence des combats à Shanghai est en partie responsable de la « mise en condition psychologique » des soldats japonais pour qu'ils commettent plus tard les atrocités à Nankin. Une des explications les plus vraisemblables demeure toutefois la décision prise par Hirohito d'approuver une directive de son état-major suspendant les mesures de protection du droit international à l'égard des prisonniers chinois. L'influence de la propagande impériale qui décrivait les étrangers et surtout les autres populations asiatiques comme des « êtres inférieurs » faits pour être dominés, voire du bétail (kichiku), fut certainement aussi significative.
Le romancier Ishikawa Tatsuzo décrit vivement comment la 16e division de l'armée expéditionnaire de Shanghai commet des atrocités lors de la marche entre Shanghai et Nankin dans son roman Ikiteiru Heita (« Soldats vivants »), qui s'appuie sur des entretiens conduits par Tatsuzo avec les troupes de Nankin en janvier 1938.

#### Concours de décapitations
Sans doute l'atrocité la plus connue est le concours de meurtres entre deux officiers japonais, rapporté dans le Tokyo Nichi Nichi Shimbun et le Japan Advertiser. Le concours est couvert comme un événement sportif avec des mises à jour régulières du score pendant plusieurs jours,. Après la guerre, le 28 janvier 1948, les deux officiers, Toshiaki Mukai et Tsuyoshi Noda, sont condamnés à être fusillés par le tribunal de Nankin. Ce fait divers est retombé dans l'oubli jusqu'à la parution en 1967 d'une étude de l'historien Tomio Hora et surtout d'une série d'articles de l'historien Katsuichi Honda sur le massacre de Nankin dans le Mainichi shinbun en 1971. Au Japon, la véracité de l'article dans le journal est sujette à un débat féroce depuis 1967. Selon le vétéran Uno Shintaro, il est vraisemblable que les officiers aient tué en majorité des prisonniers avec leur sabre.
En 2000, un historien s'accorde avec plusieurs érudits japonais qui affirment que le concours était une histoire concoctée avec la complicité des soldats afin d'augmenter l’esprit combatif national. En 2005, un juge du district de Tokyo rejette une plainte des familles des lieutenants, déclarant que « les lieutenants ont admis le fait qu'ils aient concouru pour tuer 100 personnes » et qu'il ne peut pas être prouvé que l'histoire est totalement fausse. Le juge rejette également la plainte civile des plaignants puisque les faits reprochés datent de plus de 60 ans. L'historicité de l'événement est toujours sujette à débat au Japon.

### Fuite des civils chinois
Alors que l'armée japonaise s'approche de Nankin, les civils chinois paniqués fuient la ville non seulement en raison des dangers de la bataille à venir, mais aussi à cause des privations inhérentes à la stratégie de la terre brûlée mise en place par les troupes chinoises autour de la cité.
Le 31 juillet, le Kuomintang (KMT) publie un communiqué dans lequel il déclare qu'il réduira en cendres chaque ressortissant chinois et chaque morceau de terre plutôt que de les laisser aux mains de l'ennemi. La garnison de Nankin met donc le feu aux constructions et maisons dans les environs de Xiakuan au nord de la ville, mais aussi dans les campagnes à l'est et au sud des portes de la ville. Les cibles à l'intérieur et l'extérieur des murs de la ville, comme les casernes militaires, des maisons privées, le ministère chinois de la Communication, les forêts et même des villages entiers, sont réduites en cendres, pour une valeur estimée de 20 à 30 millions de dollars (1937),,.

### Établissement de la zone de sécurité de Nankin
À cette époque un certain nombre d'Occidentaux vivent à Nankin. Ce sont des commerçants ou des missionnaires. À l'automne 1937 cependant, seuls 27 étrangers sont encore en ville. Parmi eux cinq journalistes qui ne quittent les lieux que le 16 décembre. Ces étrangers forment un comité, appelé Comité international de la zone de sécurité de Nankin dans l'ouest de la ville. L'homme d'affaires allemand John Rabe est choisi comme chef du comité, en partie à cause de son appartenance au Parti nazi et de l'existence du pacte anti-Komintern entre le Japon et l'Allemagne. Alors que l'armée japonaise approche de Nankin, le maire de Nankin, Ma Chao-chun (en), ordonne le 1er décembre 1937 à tous les citoyens chinois encore à Nankin de déménager dans la zone de sécurité. Un grand nombre fuit la ville le 7 décembre et le comité international devient de facto le gouvernement de Nankin. Dans un premier temps le gouvernement japonais donne son accord de ne pas attaquer les parties de la ville où il n'y a pas de forces militaires chinoises et les membres du comité parviennent à persuader le gouvernement chinois de sortir ses troupes de la zone.

### Nomination du prince Asaka au poste de commandant

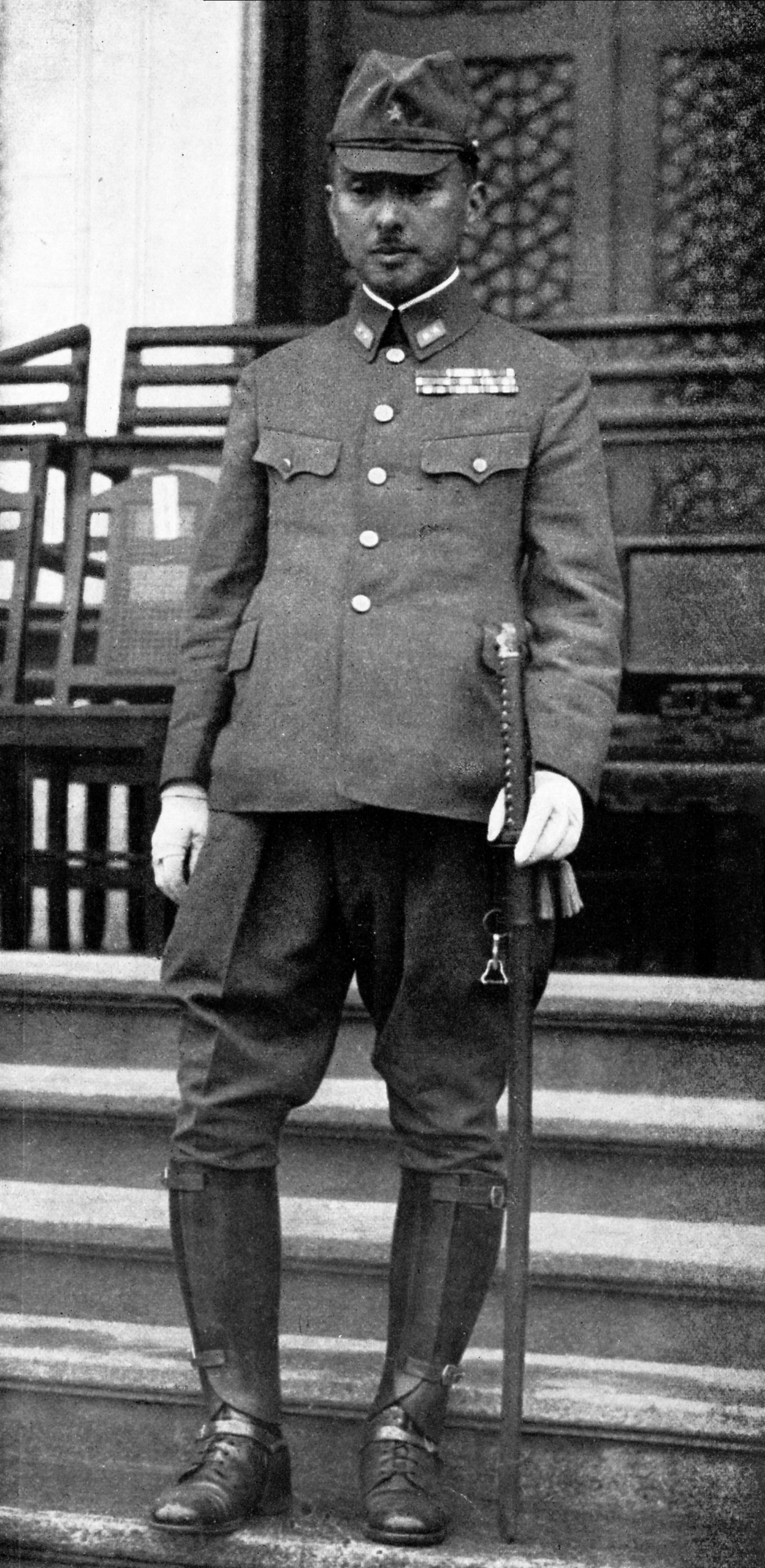
Prince Yasuhiko Asaka en 1940.

Dans une note interne au Palais, Hirohito considère que l'attitude du prince Asaka Yasuhiko, membre de la famille impériale et oncle de Hirohito, laisse à désirer. Il lui enjoint pour faire amende honorable de rejoindre Nankin.
Le 5 décembre, Asaka quitte Tokyo par avion et arrive sur le front trois jours plus tard. Il rencontre les commandants de division, les lieutenants-généraux Kesago Nakajima et Heisuke Yanagawa, qui l'informent que les troupes japonaises ont presque entièrement encerclé les 300 000 hommes des troupes chinoises à proximité de Nankin et que les premières négociations laissent à penser que les Chinois sont prêts à se rendre.
Selon certains auteurs, le prince Asaka aurait alors donné l'ordre de « tuer tous les prisonniers », comme représailles pour les crimes qui ont eu lieu avant et après la bataille. Certains auteurs notent que le prince Asaka a signé l'ordre donné aux soldats japonais à Nankin de « tuer tous les prisonniers ». D'autres prétendent que le lieutenant-colonel Isamu Chō, l'aide de camp du prince Asaka, aurait envoyé cet ordre sous seing du prince, sans que ce dernier soit au courant ou approuve. Toutefois, même si Chō a pris cette initiative de son propre chef, le prince Asaka, qui est l'officiel responsable, ne donne pas d'ordre pour arrêter le carnage. Quand le général Matsui arrive dans la ville quatre jours après le début du massacre, il donne des ordres stricts qui doivent mener à la fin du massacre [réf. nécessaire].
Alors que l'importance de la responsabilité du prince Asaka dans le massacre est sujette à débat, la sanction finale pour le massacre et les crimes perpétrés durant l'invasion de la Chine se fondent sur la ratification par l'empereur Hirohito de la proposition de l'armée japonaise de ne pas respecter les lois internationales dans le traitement des prisonniers chinois, le 5 août 1937.

## Bataille de Nankin

### Siège de la ville
Le 7 décembre, l'armée japonaise diffuse un ordre à ses troupes, avertissant que la prise d'une capitale étrangère étant un événement sans précédent dans l'histoire militaire japonaise, les soldats qui se livreraient à des « actes illégaux » « déshonorant l'armée japonaise », pillards ou incendiaires, seraient sévèrement punis.
Les militaires japonais continuent à avancer, brisant les dernières lignes de résistance chinoise. Ils arrivent au pied des murs de Nankin le 9 décembre.

### Demande de reddition
Le matin du 9 décembre, les militaires lâchent des prospectus sur la ville, réclament la reddition de Nankin dans les 24 heures, menaçant de son anéantissement en cas de refus :
« L'armée japonaise, forte d'un million de soldats, a déjà conquis Changshu. Nous avons encerclé la ville de Nankin… L'armée japonaise n'accordera aucune grâce à ceux qui offrent une résistance, les traitant avec une extrême sévérité, mais ne causera aucun dommage aux civils ou militaires chinois qui ne manifestent aucune hostilité. Notre désir le plus cher est de préserver la culture de l'Asie orientale. Si nos troupes continuent de combattre, la guerre à Nankin est inévitable. La culture qui perdure depuis un millénaire sera réduite en cendres et le gouvernement en place depuis dix ans va s'évanouir dans la nature. (…) Ouvrez les portes de Nankin de façon pacifique et obéissez aux instructions suivantes. »
Pendant ce temps, les membres du Comité contactent Tang et suggèrent un cessez-le-feu de trois jours, durant lesquels les troupes chinoises pourront se rendre sans combat pendant que les Japonais garderaient leurs positions. Le général Tang accepte cette proposition à condition que le Comité international obtienne la permission du généralissime Tchang Kaï-chek, qui a fui vers Hankou où il a temporairement déplacé le siège militaire deux jours auparavant.
John Rabe monte à bord de la canonnière américaine Panay le 9 décembre et envoie deux télégrammes, le premier à Tchang par l'intermédiaire de l'ambassadeur américain à Hankou, et le second aux autorités militaires japonaises à Shanghaï. Le lendemain, il apprend que Tchang a ordonné que Nankin soit défendue jusqu'au dernier homme et a refusé la proposition.

### Assaut et prise de Nankin

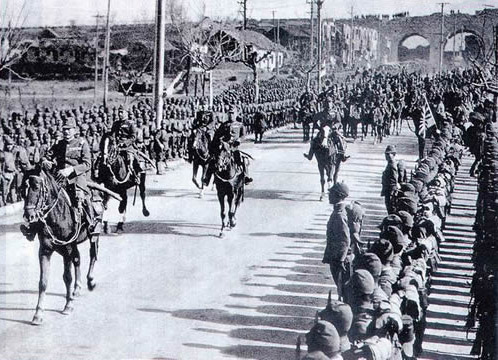
Iwane Matsui entre dans Nankin.

Les Japonais attendent une réponse à leur demande de reddition, mais les Chinois ne donnent pas suite à cette demande jusqu'à l'échéance le 10 décembre. Le général Iwane Matsui attend une heure supplémentaire avant de finalement donner l'ordre de prendre Nankin par la force. L'armée japonaise se lance à l'assaut de Nankin à partir de plusieurs directions. La 16e division attaque trois portes à l'est, pendant que la 6e division et la 10e armée lancent l'offensive à l'ouest et la 9e division avance entre les deux autres fronts.
Le 12 décembre, sous le feu de l'artillerie lourde et des bombardements aériens, le général Tang Sheng-chi ordonne la retraite de ses hommes. La suite n'est que chaos. Certains soldats chinois dépouillent des civils de leurs habits dans une tentative désespérée de se fondre parmi eux, et plusieurs autres sont exécutés par leur hiérarchie chinoise alors qu'ils tentent de fuir.
Le 13 décembre, les 6e et 116e divisions (en) de l'armée japonaise sont les premières à entrer dans la cité, rencontrant peu de résistance militaire. Peu après, la 9e division entre près de la porte Guanhua, et la 16e division par les portes Zhongshan et Taiping. Le même après-midi, deux flottilles japonaises débarquent des troupes sur les deux rives du Yanzi Jiang. Nankin est aux mains des Japonais à la tombée de la nuit.

### Poursuite et opérations de ratissage
Les troupes japonaises poursuivent les unités de l'armée chinoise qui battent en retraite, d'abord dans les environs de Xiakuan au nord des murs de la ville et autour de la montagne Pourpre à l'est. Bien que les récits populaires suggèrent que la phase finale de la bataille consiste en un carnage des troupes chinoises par les Japonais, certains historiens nippons affirment que les militaires chinois restants constituent une menace sérieuse pour les Japonais. Par la suite, le prince Asaka dit à un correspondant de guerre qu'il était dans une situation périlleuse quand ses quartiers généraux ont été attaqués par les forces chinoises dans leur fuite à l'est. De l'autre côté de la ville, la 10e compagnie du 45e régiment rencontre environ 20 000 soldats chinois qui font route vers le Xiakuan.
L'armée japonaise conduit ensuite une opération de ratissage aussi bien à l'intérieur qu'à l'extérieur de la zone de sécurité de Nankin. Alors que l'extérieur de la zone de sécurité a été presque entièrement évacué, l'effort de ratissage se concentre dans la zone elle-même. Sur une superficie de 3,85 km2, le reste de la population de Nankin est littéralement entassé. Le commandement de l'armée japonaise assigne des secteurs de la zone de sécurité à certaines unités afin de séparer les soldats déguisés des civils.

## Massacre
Les rapports des témoins occidentaux et chinois présents à Nankin dans les semaines qui suivent la chute de Nankin déclarent que dans les six semaines qui ont suivi la chute de la ville, les troupes japonaises ont perpétré des viols, meurtres, vols, incendies volontaires et autres crimes de guerre. Certains de ces témoignages proviennent des étrangers qui ont choisi de rester afin de protéger les civils chinois, dont les journaux intimes de John Rabe et de l'Américaine Minnie Vautrin. D'autres récits sont les témoignages à la première personne de survivants du massacre, des rapports de journalistes (à la fois occidentaux et japonais), mais également les journaux intimes des militaires. Le missionnaire américain John Magee réussit à tourner un film documentaire en 16 mm et les premières photographies du massacre.
Un groupe d'expatriés étrangers menés par John Rabe forme le Comité international de 15 personnes le 22 novembre et cartographie la zone de sécurité de Nankin afin de protéger les civils dans la cité. Rabe et le missionnaire américain Lewis S. C. Smythe, secrétaire du Comité international et professeur de sociologie à l'université de Nankin, recueillent les actions des troupes japonaises et déposent les plaintes à l'ambassade japonaise.

### Viols

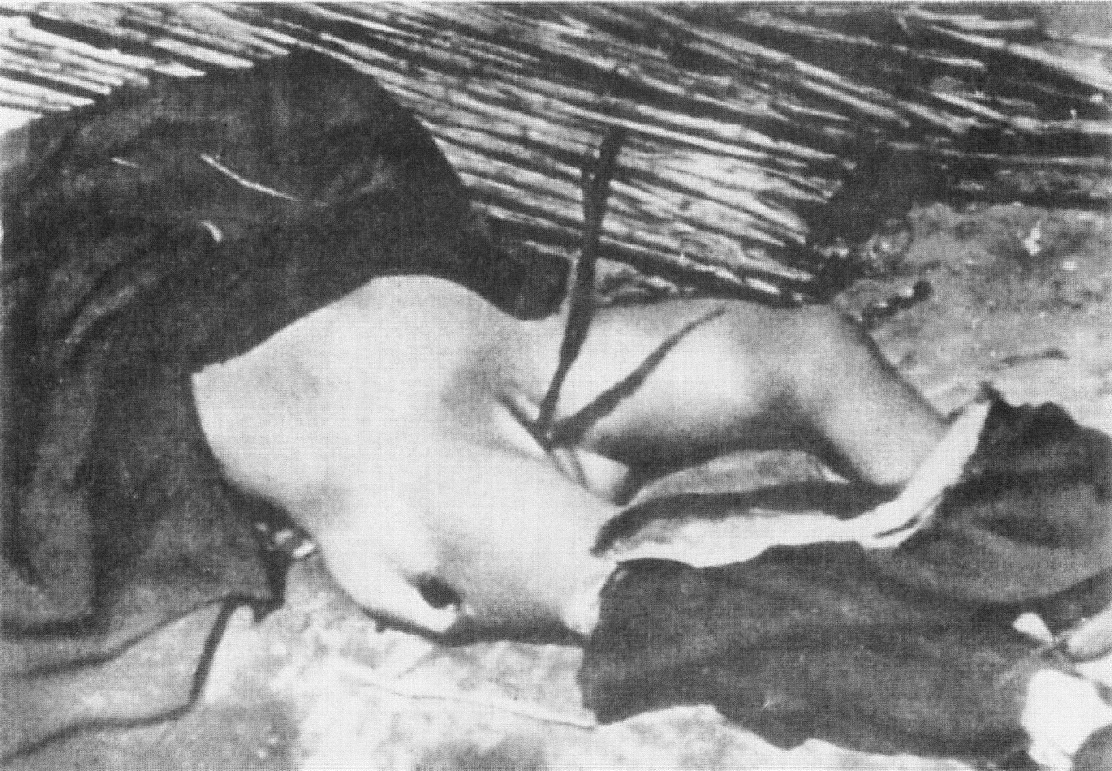
Photo prise à Xuzhou, montrant le corps d'une femme profané de la même façon que celle décrite dans le cinquième cas du film de John Magee.

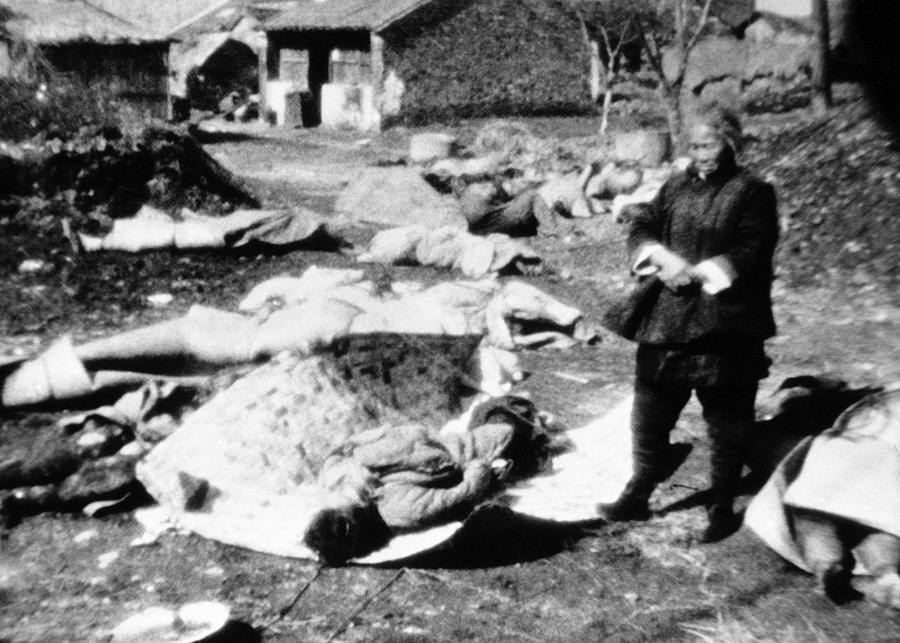
Cinquième cas du film de John Magee : le 13 décembre 1937, environ 30 soldats japonais assassinent 9 des 11 occupants de la maison no 5 à Xinlukou. Une femme et ses deux filles adolescentes sont violées et les Japonais éperonnent une bouteille et un bâton dans leur vagin. Une fillette de huit ans est poignardée mais elle survit avec sa sœur. Elles sont retrouvées vivantes deux semaines plus tard après le meurtre de la femme âgée présente sur la photo. Les corps des victimes sont également visibles sur la photo,.

Le tribunal militaire international pour l'Extrême-Orient a estimé que 20 000 femmes, dont des petites filles et des femmes âgées, furent violées, les soldats japonais pénétrant systématiquement dans les maisons, sortant les femmes pour les violer collectivement. Une fois violées, les femmes étaient tuées, souvent poignardées à la baïonnette, parfois après avoir été victimes de mutilations explicites, ou d'actes de barbarie, comme celles retrouvées avec un long bâton de bambou ou d'autres objets introduits dans le vagin.
Le 19 décembre 1937, le révérend James M. McCallum écrit dans son journal intime :
« Je ne sais pas quand cela se terminera. Jamais je n'ai entendu ou lu autant de brutalité. Viol ! Viol ! Viol ! Nous estimons au moins 1 000 cas par nuit et beaucoup de jour. En cas de résistance ou tout ce qui ressemble à une réprobation, il y a un coup de baïonnette ou une balle… Les gens sont hystériques… Les femmes sont emportées chaque matin, après-midi et soir. Toute l'armée japonaise semble libre d'aller et venir comme elle veut et de faire ce qui lui plaît. »
Le 7 mars 1938, Robert O. Wilson (en), un chirurgien de l'hôpital universitaire américain dans la zone de sécurité, écrit dans une lettre à sa famille : « une estimation prudente de personnes abattues de sang-froid se situe à environ 100 000, y compris bien sûr des milliers de soldats qui avaient déposé leurs armes ».
Voici deux extraits de ses lettres des 15 et 18 décembre 1937 à sa famille :
« Le massacre de civils est épouvantable. Je pourrais écrire des pages de cas de viol et de brutalité presque incroyables. Deux morts-vivants passés à la baïonnette sont les seuls survivants de sept balayeurs qui étaient assis sur leur siège lorsque les soldats japonais sont arrivés sans avertissement ou raison et ont tué cinq d'entre eux et blessé les deux qui ont réussi à trouver le chemin de l'hôpital. »
« Laissez-moi raconter certains cas qui ont eu lieu ces deux derniers jours. La nuit dernière la maison d'un des membres chinois du personnel de l'université a été détruite et deux des femmes, qui sont parentes avec lui, ont été violées. Deux filles d'environ 16 ans ont été violées à mort dans un camp de réfugiés. Dans l'université où se trouvent 8 000 personnes, les Japonais sont venus dix fois dans la nuit, passant au-dessus du mur, pour voler de la nourriture, des vêtements et violer jusqu'à satisfaction. Ils ont donné cinq coups de baïonnette à un petit garçon de huit ans dont un dans l'estomac, une partie de son épiploon se retrouvant hors de son abdomen. Je pense qu'il va vivre. »
Dans son journal intime qu'il tiendra durant l'attaque et l'occupation de la ville par l'armée impériale japonaise, John Rabe rend compte des atrocités japonaises. Ainsi le 1er décembre, il écrit :
« Deux soldats japonais ont escaladé le mur du jardin et étaient sur le point de pénétrer dans notre maison. Lorsque je les ai aperçus, ils ont prétendu avoir vu des soldats chinois escalader le mur. Quand je leur ai montré mon badge du parti, ils sont repartis par le même chemin. Dans une des maisons de la rue étroite qui passe derrière le mur de mon jardin, une femme a été violée et ensuite blessée à la baïonnette au niveau du cou. J'ai réussi à trouver une ambulance pour l'emmener à l'hôpital Kulou… La nuit dernière près de 1 000 femmes et filles ont dit avoir été violées, dont environ une centaine dans le collège pour filles de Ginling. Vous n'entendez rien d'autre que des viols. Si les maris ou frères interviennent, ils sont abattus. Tout ce que vous entendez et voyez n'est que brutalité et bestialité des soldats japonais. »
Il existe aussi des rapports de troupes japonaises forçant les familles à commettre des actes d'inceste. Les fils sont contraints de violer leurs mères, et les pères de violer leurs filles. Une femme enceinte qui a été violée par plusieurs Japonais a donné naissance à son bébé quelques heures plus tard, le bébé semblant toutefois être sain et sauf. Les moines qui ont fait vœu de célibat sont également forcés à violer des femmes.

### Massacre de civils

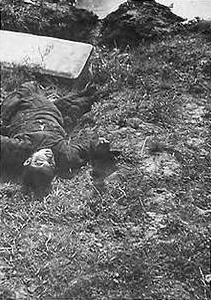
Garçon tué par les Japonais avec la crosse d'un fusil, parce qu'il n'a pas ôté son chapeau.

Le 13 décembre 1937, Rabe écrit dans son journal intime :
«  Ce n'est que lorsque l'on visite la ville que l'on apprend l'ampleur des destructions. Nous rencontrons des cadavres tous les 100 à 200 mètres. Les corps des civils que j'ai examinés avaient des trous de balles dans le dos. Ces personnes étaient vraisemblablement en fuite et ont été tuées par derrière. Les Japonais marchent à travers la ville par groupes de dix à vingt soldats et pillent les magasins (…). Je les ai vus de mes propres yeux car ils ont pillé le café de notre boulanger allemand Herr Kiessling. L'hôtel Hempel a été cassé, comme presque chaque boutique sur les rues Chung Chang et Taiping. »
Le 10 février 1938, le Secrétaire de légation de l'ambassade allemande, Rosen, écrit à son ministère des Affaires étrangères à propos d'un film tourné en décembre par le révérend John Magee et recommande son achat. Voici un extrait de sa lettre qui décrit certains des clichés. La lettre est conservée aux archives politiques du ministère des Affaires étrangères à Berlin.
« Durant le règne de la terreur japonais à Nankin – qui en tout cas continue à ce jour dans des proportions incroyables – le révérend John Magee, membre de la mission de l'église épiscopale américaine qui est sur place depuis près de vingt-cinq ans, a filmé des images qui sont un témoignage éloquent des atrocités perpétrées par les Japonais… Nous allons maintenant attendre et voir si les hauts officiers japonais réussiront, comme ils l'ont promis, à stopper les activités de leurs troupes, qui continuent encore aujourd'hui. »
« Le 13 décembre, environ 30 soldats sont venus à la maison chinoise au 5 rue Hsing Lu Koo, dans le quartier sud-est de Nankin et ont demandé à entrer. La porte a été ouverte par le propriétaire, un musulman appelé Ha. Ils l'ont tout de suite tué avec un revolver et également Mme Ha, qui s'est agenouillée devant eux après la mort de son mari, les suppliant de ne tuer personne d'autre. Mme Ha leur a demandé pourquoi ils ont tué son mari et ils l'ont abattue. Mme Hsia a été traînée de dessous une table dans la salle des invités où elle a tenté de se cacher avec son bébé âgé d'un an. Après avoir été déshabillée et violée par un ou plusieurs hommes, elle a reçu un coup de baïonnette dans la poitrine et une bouteille a ensuite été introduite dans son vagin. Le bébé a été tué à la baïonnette. Certains soldats sont ensuite allés dans la pièce suivante, où se trouvaient les parents de Mme Hsia, âgés de 76 et 74 ans, et ses deux filles de 16 et 14 ans. La grand-mère a essayé de protéger les deux filles du viol des soldats. Ils l'ont tuée avec un revolver. Le grand-père a saisi le corps de sa femme et a été tué. Les deux filles ont été ensuite déshabillées, la plus âgée violée par 2 ou 3 hommes et la plus jeune par trois hommes. La fille la plus âgée a été poignardée et un bâton introduit dans son vagin. La plus jeune a reçu des coups de baïonnette mais a été épargnée du traitement horrible subi par sa sœur et sa mère. Les soldats ont ensuite donné des coups de baïonnette à une autre sœur de 7-8 ans qui était aussi dans la pièce. Les derniers meurtres dans cette maison sont ceux des deux enfants des Ha, âgés respectivement de 4 et 2 ans. Le plus âgé a été tué à la baïonnette et le plus jeune à l'épée. »
Les femmes enceintes sont assassinées, recevant souvent des coups de baïonnette dans l'estomac, parfois après avoir été violées. Tang Junshan, survivant et témoin d'un des massacres systématiques de l'armée japonaise, témoigne :
« La septième et dernière personne de la première rangée était une femme enceinte. Le soldat pensait qu'il pourrait tout aussi bien la violer avant de la tuer, alors il l'a tirée hors du groupe à un endroit situé à une dizaine de mètres. Alors qu'il essayait de la violer, la femme a résisté avec vigueur… Le soldat l'a violemment poignardée dans le ventre avec une baïonnette. Elle a poussé un dernier cri lorsque ses intestins sont sortis. Ensuite, le soldat a poignardé le fœtus, avec son cordon ombilical clairement visible et l'a jeté à côté. »
Selon le vétéran de la marine Sho Mitani, « l'armée utilisait un coup de trompette qui signifiait « Tuez tous les Chinois qui s'enfuient ». Des milliers ont été emmenés et exécutés en masse dans une excavation connue sous le nom « Fossé aux dix mille corps », une tranchée mesurant environ 300 m de long et 5 m de large. Alors qu'aucun décompte précis n'a été conservé, les estimations du nombre de victimes enterrées dans ce fossé vont de 4 000 à 20 000 personnes. Toutefois, la plupart des chercheurs et des historiens considèrent qu'il y en a eu plus de 12 000.

### Exécutions illégales des prisonniers de guerre chinois

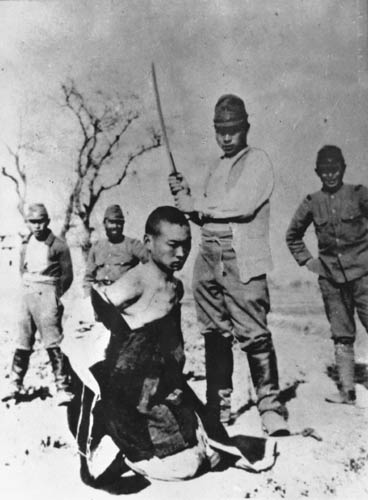
Prisonnier de guerre chinois décapité par un officier japonais avec un sabre japonais durant le massacre de Nankin.

Le 6 août 1937, le ministère de l'Armée ratifie la proposition de son armée de supprimer les contraintes des lois internationales sur le traitement des prisonniers chinois. Cette directive conseille également aux officiers d'arrêter d'utiliser le terme de « prisonnier de guerre ».
Dès la chute de la ville, les troupes japonaises se lancent dans une recherche obstinée des anciens soldats, parmi lesquels des milliers de jeunes hommes sont capturés. Beaucoup sont amenés près du Yangzi Jiang, où ils sont exécutés à la mitrailleuse. Ce qui semble être le plus important massacre de troupes chinoises a lieu sur les berges du fleuve le 18 décembre. Les soldats japonais prennent la plupart de la matinée à attacher les mains des prisonniers de guerre ensemble et dans le crépuscule les divisent en quatre colonnes, avant d'ouvrir le feu sur eux. Incapables de s'enfuir, les prisonniers ne peuvent que crier et tomber dans le désespoir. Les mitrailleuses retentissent pendant une heure. Les soldats achèvent ensuite les prisonniers individuellement à la baïonnette. Beaucoup de cadavres sont ensuite jetés dans le Yangzi Jiang. On estime qu'environ 57 500 prisonniers de guerre chinois ont été tués.
Les troupes japonaises réunissent 1 300 soldats et civils à la porte Taiping et les tuent. Les victimes sont explosées par des mines, puis aspergées d'essence avant d'être brûlées. Les quelques survivants sont achevés à la baïonnette.
F. Tillman Durdin (en) et Archibald Steele (en), deux journalistes américains, rapportent avoir vu des corps de soldats chinois formant des monts de près de deux mètres de haut à la porte Yijiang au nord. Durdin, qui travaille pour le New York Times fait un tour dans la ville avant de la quitter. Il entend des tirs de mitrailleuses et voit des soldats japonais exécuter près de 200 Chinois en dix minutes. Deux jours plus tard, dans son article dans le New York Times, il affirme que les rues sont jonchées de cadavres de civils, dont des femmes et des enfants.
Selon le témoignage du missionnaire Ralph L. Phillips du Comité d'enquête de l'assemblée d'état des États-Unis, il est « forcé de regarder pendant que des Japs écorchaient un soldat chinois » et « grillaient son cœur et son foie et l'ont mangé ».

### Vols et incendies volontaires
Un tiers de la ville est détruit par des incendies volontaires. Selon certains rapports, les troupes japonaises mettent le feu aux bâtiments gouvernementaux nouvellement construits, mais aussi aux maisons de beaucoup de civils. Les zones en dehors des murs de la ville sont largement détruites. Les soldats pillent les pauvres et les faibles. Le manque de résistance des troupes et des civils chinois à Nankin signifie pour les soldats japonais qu'ils sont libres de piller les richesses de la ville comme ils l'entendent. Il en résulte un pillage et un cambriolage généralisé.
Le 17 décembre, John Rabe écrit en tant que président du Comité international une plainte à Kiyoshi Fukui, second secrétaire de l'ambassade japonaise. En voici un extrait :
«  En d'autres mots, le 13, lorsque vos troupes sont entrées dans la ville, nous avions rassemblé presque toute la population civile dans une zone, dans laquelle il y a eu très peu de destruction par les obus et pas de pillage des soldats chinois, même en pleine retraite… Les 27 Occidentaux de la ville à ce moment et notre population chinoise ont été totalement surpris par le règne de vol, viol et assassinat instauré par vos soldats le 14. Tout ce que nous demandons dans notre protestation est que vous restauriez l'ordre au sein de vos troupes et que la vie de la cité redevienne aussi normale que possible. Dans le dernier processus, nous étions heureux de coopérer de quelque façon que ce soit. Mais même la nuit dernière entre 20 et 21 heures lorsque cinq membres Occidentaux de notre personnel et du Comité ont visité la zone pour observer les conditions, nous n'avons trouvé aucune patrouille japonaise ni dans la zone ni à l'entrée! »

### Zone de sécurité de Nankin et rôle des étrangers
Les troupes japonaises respectent dans une certaine mesure la zone. Aucun obus n'est tiré sur cette partie de la ville, mis à part certains tirs isolés. Durant le chaos suivant l'attaque de la ville, certaines personnes sont tuées dans la zone de sécurité, mais les crimes perpétrés dans le reste de la ville sont bien plus nombreux.
Les soldats japonais commettent toutefois des actions dans la zone de sécurité qui font partie du massacre de Nankin. Le Comité international interpelle un certain nombre de fois l'armée japonaise, par l'intermédiaire de John Rabe qui utilise sans grand succès sa position de membre du Parti nazi. Rabe écrit que parfois les Japonais entrent dans la zone à volonté pour enlever des centaines d'hommes et femmes, afin de les exécuter ou de les violer puis de les tuer.
Le 5 février 1938, le Comité international transmet à l'ambassade japonaise 450 cas de meurtres, viol et désordres généraux commis par des soldats japonais, qui ont été rapportés après que les diplomates américains, britanniques et allemands sont retournés dans leur ambassade.
« Cas 5 : dans la nuit du 14 décembre, il y a plusieurs cas de soldats japonais s'introduisant dans des maisons et violant ou enlevant des femmes. Ceci a créé un mouvement de panique et des centaines de femmes sont venues se réfugier dans le campus du collège Ginling hier.

Cas 10 : dans la nuit du 15 décembre, un certain nombre de soldats japonais sont entrés dans l'université de Nankin à Tao Yuen et ont violé 30 femmes sur place, certaines par six hommes.
Cas 13 : le 18 décembre à 16h, au no 18 I Ho Lu, des soldats japonais ont demandé une cigarette à un homme et comme il hésitait, un des soldats lui a asséné un coup de baïonnette sur le côté de la tête. L'homme est maintenant à l'Hôpital universitaire et ne devrait pas survivre.
Cas 14 : le 16 décembre, sept filles (âgées de 16 à 21 ans) ont été enlevées dans le collège militaire. Cinq sont revenues. Chaque fille a été violée six ou sept fois par jour. Rapporté le 18 décembre.
Cas 15 : il y a environ 540 réfugiés entassés aux 83 et 85 de la rue de Canton… Plus de 30 femmes et filles ont été violées. Les femmes et les enfants pleurent toutes les nuits. Les conditions hors de la zone sont pires que ce que nous pouvons décrire. S'il-vous-plaît, aidez-nous.
Cas 16 : une fille chinoise du nom de Loh, qui avec sa mère et son frère vivaient dans un centre de réfugiés a reçu une balle en pleine tête par un soldat japonais. Elle avait 14 ans. Le fait s'est produit près de Kuling Ssu, un temple au bord de la zone pour réfugiés.
Cas 19 : le 30 janvier vers 17h, M. Sone (du séminaire théologique de Nankin) a été accueilli avec plusieurs centaines de femmes suppliant de ne pas rentrer chez elles le 4 février. Elles ont dit qu'il n'est pas besoin de retourner chez elles au risque de se faire violer, voler ou tuer. (…) Une vieille femme de 62 ans est retournée chez elle près de Hansimen et les soldats japonais sont venus pendant la nuit pour la violer. Elle a dit être trop vieille. Donc les soldats l'ont éperonnée avec un bâton. Mais elle a réussi à survivre pour revenir[incompréhensible].
 »
Selon les sources, Rabe aurait sauvé entre 200 000 et 250 000 Chinois.

### Causes du massacre
« Il n'existe pas d'explication apparente pour ce sinistre événement. Les soldats japonais, qui espéraient une victoire facile, ont au contraire combattu pendant des mois et ont subi plus de pertes que prévu. Ils étaient las, en colère, frustrés et fatigués. Les femmes chinoises étaient sans défense, les hommes sans pouvoir ou absents. La guerre, bien que non déclarée, n'avait pas de but bien précis. Peut-être tous les Chinois, quels que soient leur âge ou sexe, semblaient marqués comme victimes ».

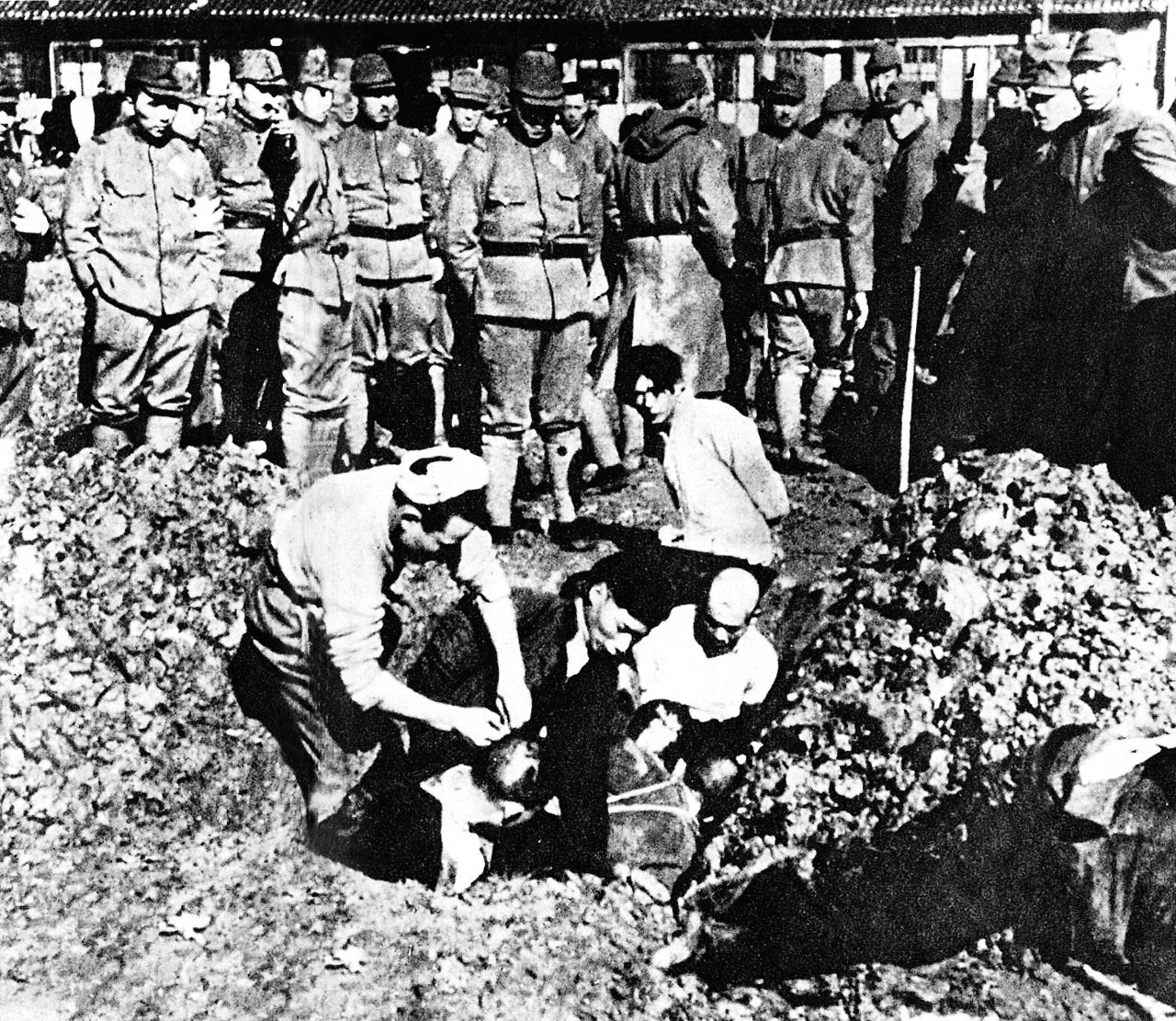
Prisonniers enterrés vivants[57].
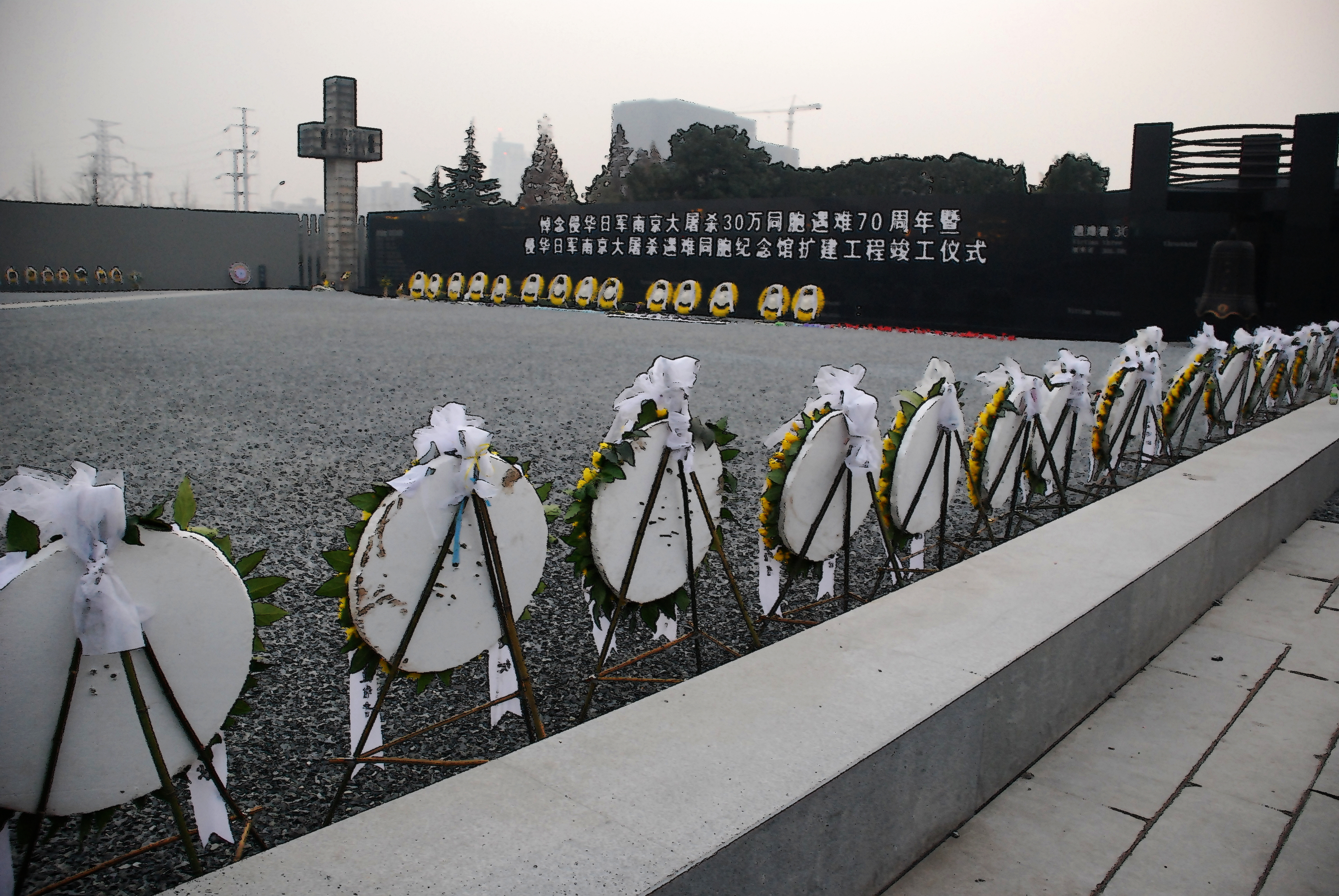
Mémorial du massacre de Nankin.
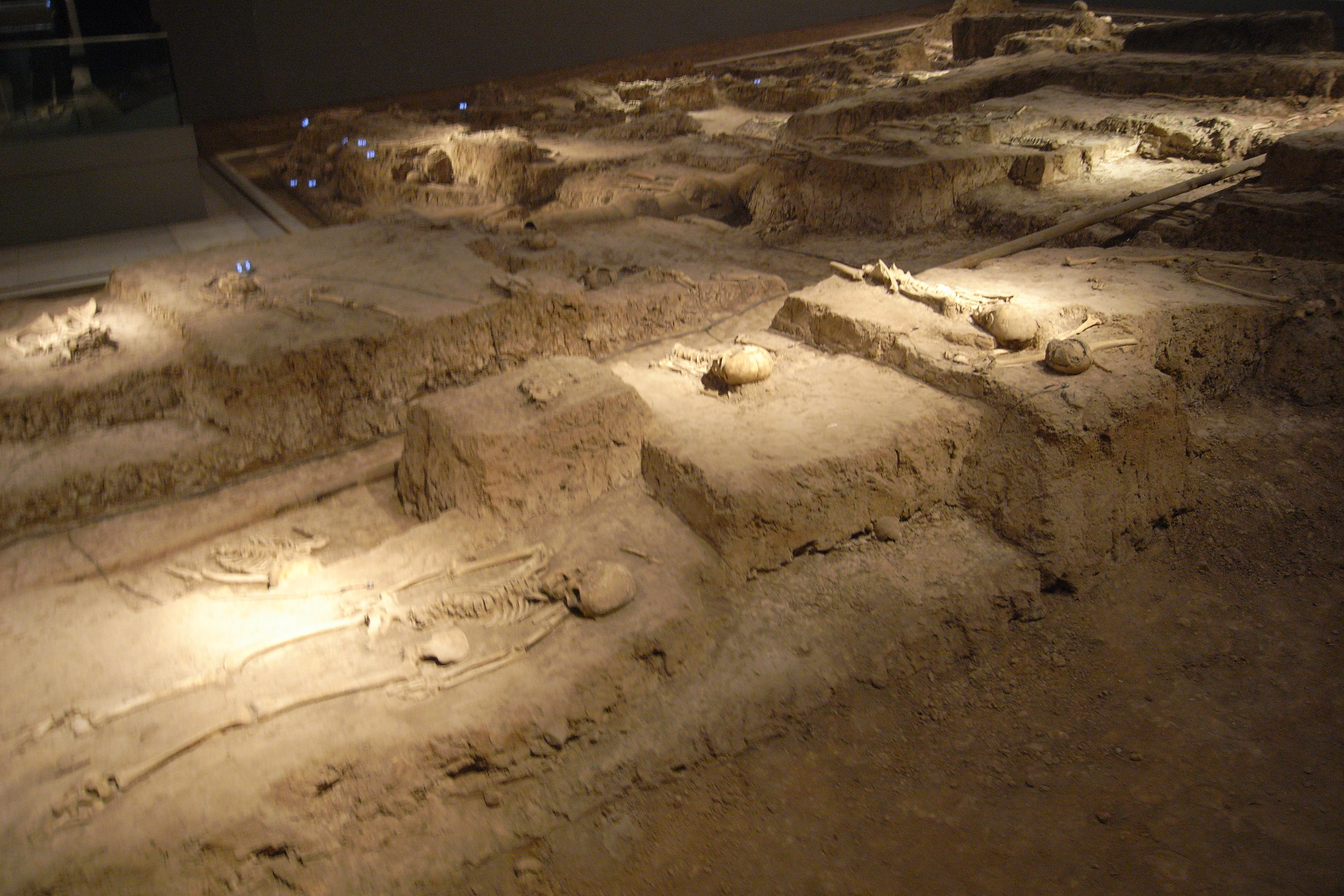
Squelettes de victimes du massacre de Nankin.

## Réaction de Matsui au massacre
Le 18 décembre 1937, lorsque Matsui commence à prendre la pleine mesure des viols, meurtres et pillages perpétrés dans la ville, il est consterné. Il aurait dit à un de ses aides civils : « Je réalise maintenant que nous avons inconsciemment forgé un mauvais effet sur cette ville. Quand je pense aux sentiments de beaucoup de mes amis chinois qui ont fui Nankin et au futur des deux pays, je ne peux que me sentir déprimé. Je suis vraiment seul et ne pourrai jamais me réjouir de cette victoire ». Il y a même une teinte de regret dans la déclaration qu'il publie à la presse ce matin : « Je me sens personnellement désolé pour les tragédies du peuple, mais l'armée doit continuer sauf si la Chine se repent. Maintenant, durant l'hiver, la saison donne du temps à la réflexion. J'offre ma compassion, avec une émotion profonde, au million de peuple innocent ». Le jour du Nouvel An, Matsui est encore énervé par le comportement des soldats japonais à Nankin. Pendant un toast, il confie à un diplomate japonais : « mes hommes ont fait des choses très mauvaises et extrêmement regrettables ».

## Fin du massacre
Fin janvier 1938, l'armée japonaise force tous les réfugiés de la zone de sécurité à rentrer chez eux, déclarant dans le même temps que « l'ordre est rétabli ».
Après la mise en place du weixin zhengfu (le gouvernement de collaboration) en 1938, l'ordre est petit à petit restauré à Nankin et les atrocités des troupes japonaises diminuent considérablement.
Le 18 février 1938, le Comité international de la zone de sécurité Nankin est renommé de force Comité international de secours de Nankin et la zone de sécurité cesse effectivement d'exister. Les derniers camps de réfugiés sont fermés en mai 1938.

## Rappel de Matsui et Asaka
En février 1938, le prince Asaka et le général Matsui sont tous les deux rappelés au Japon. Matsui prend sa retraite, mais le prince Asaka reste au Conseil martial suprême jusqu'à la fin de la guerre en août 1945. Il est promu au rang de général en août 1939, bien qu'il ne détienne plus de responsabilités militaires.

## Estimation du nombre de victimes
Les estimations sur le nombre de victimes diffèrent en fonction de la définition de la zone géographique et de la durée des événements.

### Portée et durée
Le point de vue le plus conservateur est que la zone géographique des événements devrait être limitée aux quelque km² de la ville que constitue la zone de sécurité, où les civils se sont entassés après l'invasion. Beaucoup d'historiens japonais s'emparent du fait que durant l'invasion japonaise il y avait seulement 200 000 à 250 000 habitants à Nankin, comme le rapporte John Rabe, afin de prouver que le chiffre de 300 000 est fortement exagéré selon eux.
Il faut également ajouter que les recensements ayant eu lieu seulement un mois après le massacre estiment la population de Nankin à 250 000. Il paraît toutefois étrange que la population de la ville ait autant augmenté, si l'on admet que 100 000 personnes ou plus y ont été tuées à peine un mois auparavant.
Toutefois, de nombreux historiens incluent une zone plus grande autour de la ville. En intégrant le district de Xiaguan (environ 31 km2 dans la banlieue nord de la ville) et d'autres zones dans la périphérie de la ville, la population de Nankin est de 535 à 635 000 civils et soldats juste avant l'occupation japonaise. Certains historiens incluent également les six comtés autour de Nankin, connus sous le nom de Municipalité spéciale de Nankin.
La durée des événements est naturellement définie par sa géographie : plus tôt les Japonais sont entrés sur la zone, plus long a été la durée. La bataille de Nankin se termine le 13 décembre, lorsque les divisions de l'armée japonaise entrent dans les murs de la ville de Nankin. Le tribunal des crimes de guerre de Tokyo définit la période du massacre sur les six semaines qui ont suivi. Des estimations plus conservatrices disent que le massacre a débuté le 14 décembre lorsque les troupes sont entrées dans la zone de sécurité, et qu'il a duré six semaines. Les historiens considèrent que le massacre de Nankin a commencé au moment où l'armée japonaise est entrée dans la province du Jiangsu, soit dès mi-novembre ou début décembre (Suzhou tombe le 19 novembre), et fixent la fin du massacre à la fin du mois de mars 1938.

### Estimations variées
Une estimation précise du nombre de victimes du massacre n'est pas possible car la plupart des rapports militaires japonais sur les tueries ont été détruits délibérément, ou mis au secret, peu après la reddition du Japon en août 1945[réf. nécessaire].
Le tribunal militaire international pour l'Extrême-Orient estime à plus de 200 000 le nombre de victimes des événements. Les chiffres officiels chinois font état de 300 000, se basant sur l'évaluation du tribunal des crimes de guerre de Nankin. Les estimations des historiens japonais varient largement, entre 40 000 et 200 000 victimes. Certains historiens révisionnistes nient même systématiquement l'existence d'un massacre étendu et généralisé, déclarant que tous les décès sont soit justifiés d'un point de vue militaire, soit accidentels, soit des atrocités isolées non autorisées. Ces négationnistes affirment que la caractérisation des événements en massacre à grande échelle et systématique est fabriquée dans le but de servir la propagande politique,.
Selon le docteur américain Lewis S. C. Smythe qui témoigna au tribunal de guerre de Tokyo, le nombre de victimes était d'environ 6 600, incluant les morts et les personnes portées disparues[réf. nécessaire]. Il est important de noter que Smythe vivait à Nankin à ce moment-là, fut témoin du massacre, et continua de vivre à Nankin jusqu'en 1951.
Selon le tribunal militaire international pour l'Extrême-Orient, les estimations faites a posteriori comptabilisent plus de 200 000 civils et militaires assassinés à Nankin et dans sa périphérie durant les six premières semaines de l'occupation japonaise. Ces estimations sont confirmées par les chiffres des sociétés et autres organisations mortuaires, qui témoignent plus de 150 000 corps enterrés. Ces chiffres ne tiennent pas compte des personnes dont les corps ont été détruits par le feu, la noyade ou d'autres moyens.
Selon le verdict du tribunal des crimes de guerre de Nankin le 10 mars 1947, il y a « plus de 190 000 civils et soldats chinois assassinés en masse par des mitrailleuses de l'armée japonaise, dont les corps ont été brûlés pour détruire les preuves. En outre, nous comptons plus de 150 000 victimes d'actes de barbarie. Nous avons donc au total plus de 300 000 victimes ».
La mesure des atrocités est sujette à débat, avec des chiffres allant de quelques centaines dans les rapports japonais, à 300 000 morts de non-combattants dans les rapports chinois. Les historiens japonais, en fonction de leur définition de la zone géographique et de la durée des tueries, proposent des estimations très différentes sur le nombre de civils massacrés, allant de plusieurs centaines jusqu'à 200 000,.
Les sources en langue chinoise ont tendance à citer un nombre de civils massacrés au-dessus de 200 000. Par exemple, une enquête après-guerre par la Cour du District de Nankin avance le nombre 295 525 morts durant les événements, dont 76 % d'hommes, 22 % de femmes et 2 % d'enfants. Un documentaire taïwanais en 42 parties produit entre 1995 et 1997, appelé Un Pouce de sang pour un pouce de terre (一寸河山一寸血), affirme que 340 000 civils chinois sont morts dans la ville de Nankin à la suite de l'invasion japonaise. 150 000 durant les bombardements et les feux croisés des cinq jours de bataille et 190 000 dans le massacre. Ces chiffres se basent sur les preuves présentées aux procès de Tokyo.
D'autres pays estiment le nombre de morts entre 150 et 300 000, en se basant sur le verdict du tribunal des crimes de guerre de Nankin, et une autre estimation des victimes civiles est de 40 à 60 000. Ce dernier chiffre correspond au recoupement de trois sources : le journal officiel de l'Armée rouge de cette époque, le Hangdibao, celui de Miner Searle Bates (en), membre du Comité international de la zone de sécurité et enfin les chiffres mentionnés par John Rabe dans une lettre. Ainsi, l'historien américain Jonathan Spence estime ainsi que 42 000 civils et militaires ont été tués et 20 000 femmes violées, dont beaucoup sont mortes par la suite. Le compte de victimes de 300 000 est évoqué pour la première fois en janvier 1938 par Harold Timperley (en), un journaliste présent en Chine durant l'invasion japonaise. D'autres sources, dont le livre d'Iris Chang Le Viol de Nankin, concluent également à un nombre de morts de 300 000. En décembre 2007, le gouvernement américain déclassifie un télégramme de l'ambassadeur américain à Berlin, envoyé un jour après que l'armée japonaise occupe Nankin, dans lequel il dit avoir entendu l'ambassadeur japonais en Allemagne fanfaronner que l'armée japonaise a tué 500 000 Chinois sur la route entre Shanghai et Nankin.

## Tribunaux de crimes de guerre
Peu après la reddition du Japon, les officiers primaires responsables des troupes japonaises à Nankin sont mis en jugement. Le général Matsui est inculpé devant le tribunal militaire international pour l'Extrême-Orient pour avoir « délibérément et imprudemment » ignoré son devoir légal de « prendre des mesures adéquates pour assurer l'observation et prévenir les infractions » des conférences de La Haye. Hisao Tani, le lieutenant général de la 6e division de l'armée japonaise à Nankin est jugé par le tribunal des crimes de guerre de Nankin.
D'autres dirigeants militaires japonais en fonction au moment du massacre de Nankin ne sont pas jugés. Le prince Kotohito Kan'in, chef de l'Etat-Major de l'armée japonaise impériale durant le massacre, meurt avant la fin de la guerre, en mai 1945. Le prince Asaka bénéficie d'une immunité en raison de son statut de membre de la famille impériale. Isamu Chō, l'aide du prince Asaka, et à qui certains attribuent le mémo « tuez tous les prisonniers », se suicide au cours de la défense d'Okinawa.

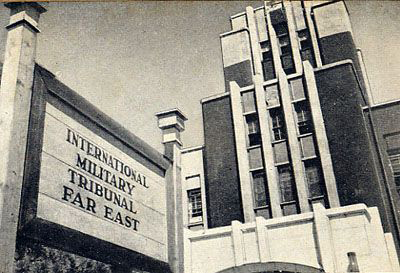
Le tribunal militaire international pour l'Extrême-Orient est convoqué à la cour Ichigaya, dans un ancien quartier général de l'armée impériale japonaise à Ichigaya, Tokyo.
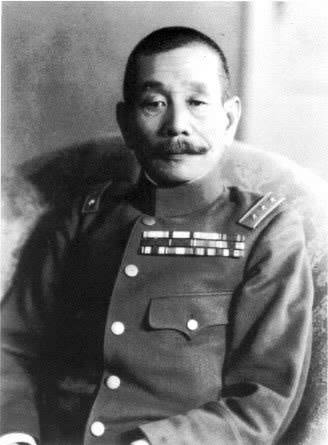
Le général Iwane Matsui[74].
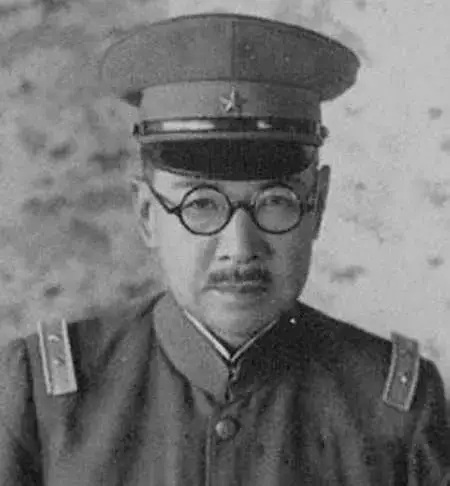
Le général Hisao Tani[75].

### Garantie d'immunité pour le prince Asaka
Le 1er mai 1946, les responsables du Commandement suprême des forces alliées interrogent le prince Asaka, qui est officier dans la ville au moment des atrocités, à propos de son implication dans le massacre de Nankin. La déposition est envoyée à la section des poursuites internationales du tribunal de Tokyo. Asaka nie l'existence du massacre et déclare n'avoir jamais reçu de plaintes concernant la conduite de ses troupes. Quelle que fût sa culpabilité, Asaka n'est pas poursuivi devant le tribunal militaire international pour l'Extrême-Orient à cause du pacte conclu entre le général MacArthur et Hirohito, selon lequel l'empereur lui-même ainsi que tous les membres de la famille impériale jouissent d'une immunité contre les poursuites.

### Preuves et témoignages

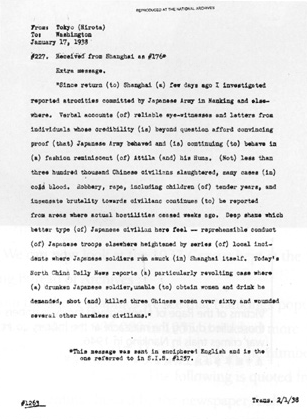
Télégramme de Harold John Timperley du 17 janvier 1938 décrivant les atrocités.

Le procès commence à juger les événements de Nankin en juillet 1946. Le docteur Robert Wilson, un chirurgien et membre du Comité international de la zone de sécurité de Nankin, témoigne le premier.
Les autres membres du Comité international de la zone de sécurité de Nankin qui témoignent sont Miner Searle Bates et John Magee. George Ashmore Fitch (en), Lewis S. C. Smythe et James McCallum remplissent des déclarations écrites sous serment avec leurs journaux intimes et lettres.
Une autre pièce à conviction soumise au tribunal est le télégramme de Harold Timperley concernant le massacre de Nankin qui est intercepté et décodé par les Américains le 17 janvier 1938.
Un des livres écrit par Hsü, Les Documents de la zone de sécurité de Nankin, est apporté devant la cour.
Selon le journal intime personnel de Matsui, un jour après la cérémonie triomphale de l'entrée dans la ville le 17 décembre 1937, il donne l'ordre aux chefs de chaque division de renforcer la discipline militaire et d'essayer d'éradiquer le sentiment de dédain envers les Chinois de la part de leurs soldats.
Le 7 février 1938, Matsui prononce un discours en l'honneur des officiers japonais et des hommes des Forces expéditionnaires de Shanghai qui ont été tués au combat. Devant les hauts officiers, l'agence d'information Domei rapporte qu'il souligne la nécessité de « mettre fin aux différents rapports qui affectent le prestige des troupes japonaises ».
Le même jour, dans son journal, il écrit : « je ne pouvais seulement ressentir que la mélancolie et la responsabilité aujourd'hui, qui ont en grande majorité percé mon cœur. Ceci est causé par les mauvais agissements de l'armée après la chute de Nankin et l'échec de poursuivre avec le gouvernement autonome et d'autres régimes politiques. »

### Défense de Matsui
La défense de Matsui varie entre le déni des atrocités menées à grande échelle et la soustraction de sa responsabilité sur ce qui s'est passé. Finalement, il fera de nombreuses déclarations contradictoires.
Lors de son interrogatoire dans la prison de Sugamo avant le procès, Matsui admet avoir eu vent par des diplomates japonais des nombreuses atrocités commises par ses troupes depuis son entrée dans la ville le 17 décembre 1937.
Devant la cour, il contredit son premier témoignage et dit aux juges qu'il n'a pas été « officiellement » informé au consulat au sujet des exactions, sans doute pour éviter d'admettre tout contact avec les fonctionnaires du consulat comme le deuxième secrétaire (qui deviendra plus tard consul général) Fukui Kiyoshi (ja) et Fukuda Tokuyasu (de), qui ont reçu et traité les protestations déposées par le Comité international.
Lors du même interrogatoire devant le tribunal, Matsui affirme qu'un officier et trois soldats de rangs inférieurs ont été en cour martiale en raison de leur mauvais comportement à Nankin, l'officier ayant été condamné à la peine capitale.
Dans sa déclaration écrite sous serment, Matsui dit qu'il ordonna à ses officiers d'enquêter sur le massacre et de prendre les mesures nécessaires. Devant la cour, cependant, Matsui dit qu'il n'avait pas compétence sur l'inconduite des soldats car il n'était pas en position de superviser la discipline et la morale militaire.
Matsui affirme qu'il n'a jamais ordonné l'exécution de prisonniers de guerre chinois. Il a en outre fait valoir qu'il avait ordonné à ses commandants de division de l'armée de punir leurs troupes pour des actes criminels, et n'était pas responsable de leur échec à mener à bien ses directives. Au procès, Matsui sort de sa ligne de défense pour protéger le prince Yasuhiko Asaka pour faire porter le blâme aux commandants des divisions inférieures.

### Verdict
Finalement, le tribunal ne condamne que deux accusés du viol de Nankin.
Matsui est déclaré coupable du chef d'accusation 55, d'être l'un des officiers supérieurs qui « a délibérément négligé de tenir compte et de leurs obligations légales [en vertu de leurs bureaux respectifs] à prendre des mesures adéquates pour assurer [le respect des lois et coutumes de la guerre] et prévenir les violations de celui-ci, et ainsi violé les lois de la guerre ».
Hirota Koki, qui était le ministre des Affaires étrangères lorsque le Japon a conquis Nankin, a été reconnu coupable d'avoir participé à « l'élaboration ou l'exécution d'un plan concerté ou complot » (chef d'accusation 1), menant « une guerre d'agression et une guerre en violation des lois internationales, traités, accords et des assurances contre la république de Chine » (chef d'accusation 27). Il est également reconnu coupable du chef d'accusation 55.
Matsui est condamné par une majorité des juges du Tribunal de Tokyo qui juge qu'il porte l'ultime responsabilité de « l'orgie criminelle » à Nankin car « il n'a rien fait, ou rien d'efficace, pour réduire ces horreurs ».
« L'assassinat organisé et à grande échelle de civils de sexe masculin a été menée avec la sanction apparente des commandants sur le prétexte que les soldats chinois avaient enlevés leurs uniformes et se mêlaient à la population. Des groupes de civils chinois ont été formés, lié les mains derrière le dos et conduits à l'extérieur des murs de la ville où ils ont été tués par groupes par le feu de mitrailleuses et de baïonnettes. --- Du Jugement du Tribunal militaire international »
Radhabinod Pal, le membre du tribunal pour l'Inde, en désaccord avec la déclaration de culpabilité fait valoir que le commandant en chef doit s'appuyer sur ses officiers subalternes pour faire respecter la discipline militaire. « Le nom de la justice », Pal a écrit dans son opinion dissidente, « ne devrait pas être autorisé à être invoquée que pour… les représailles vindicatives ».

### Sentence
Le 12 novembre 1948, Matsui et Hirota, avec cinq autres accusés de crimes de guerre de classe A, sont condamnés à mort par pendaison. Dix-huit autres personnes reçoivent des peines moindres. La condamnation à mort de Hirota, décision de six à cinq juges sur onze, a choqué le public en général et a provoqué une pétition en son nom, qui ne tarda pas à rassembler plus de 300 000 signatures. Mais celle-ci n'a pas réussi à commuer la peine du ministre,.
Le général Hisao Tani est quant à lui condamné à mort par le tribunal des Crimes de guerre de Nankin.

## Mémoriaux
En 1985, le Mémorial du massacre de Nankin est construit par le gouvernement municipal de Nankin en mémoire des victimes et pour sensibiliser l'opinion publique au massacre de Nankin. Il est situé près d'un site où des milliers ont été enterrés, connu sous le nom de « fosse aux dix mille corps » (wàn rén kēng).
En 1995, Daniel Kwan tient une exposition photographique à Los Angeles, appelée « L'Holocauste oublié ».
En 2005, l'ancienne résidence de John Rabe à Nankin est rénovée et accueille le « Mémorial de John Rabe et de la Zone internationale de sécurité », qui a ouvert en 2006.
L'UNESCO annonce le 9 octobre 2015 dans un communiqué de presse que les documents sur le massacre de Nanjing en Chine ont été inscrits au Registre de la Mémoire du monde par le Comité consultatif international du Programme Mémoire du monde de l'UNESCO[réf. souhaitée].

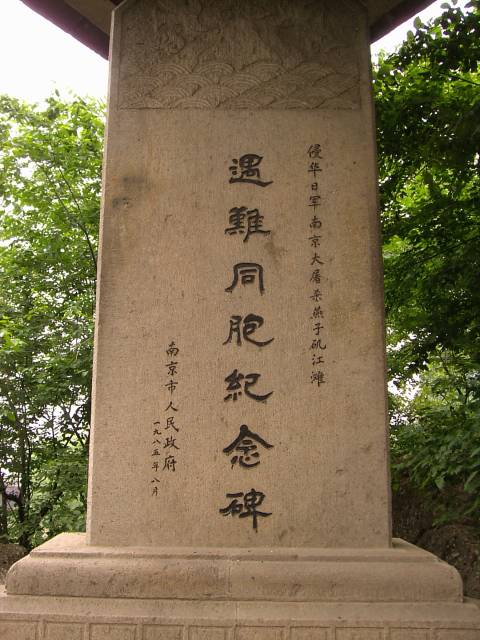
Mémorial Yanziji du massacre de Nankin en 2004.
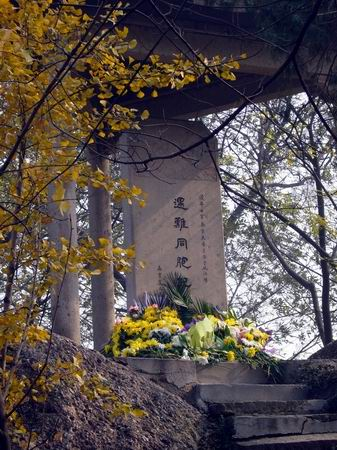
Stèle commémorative à Yanziji à Nankin, pour les victimes du massacre de Nankin.
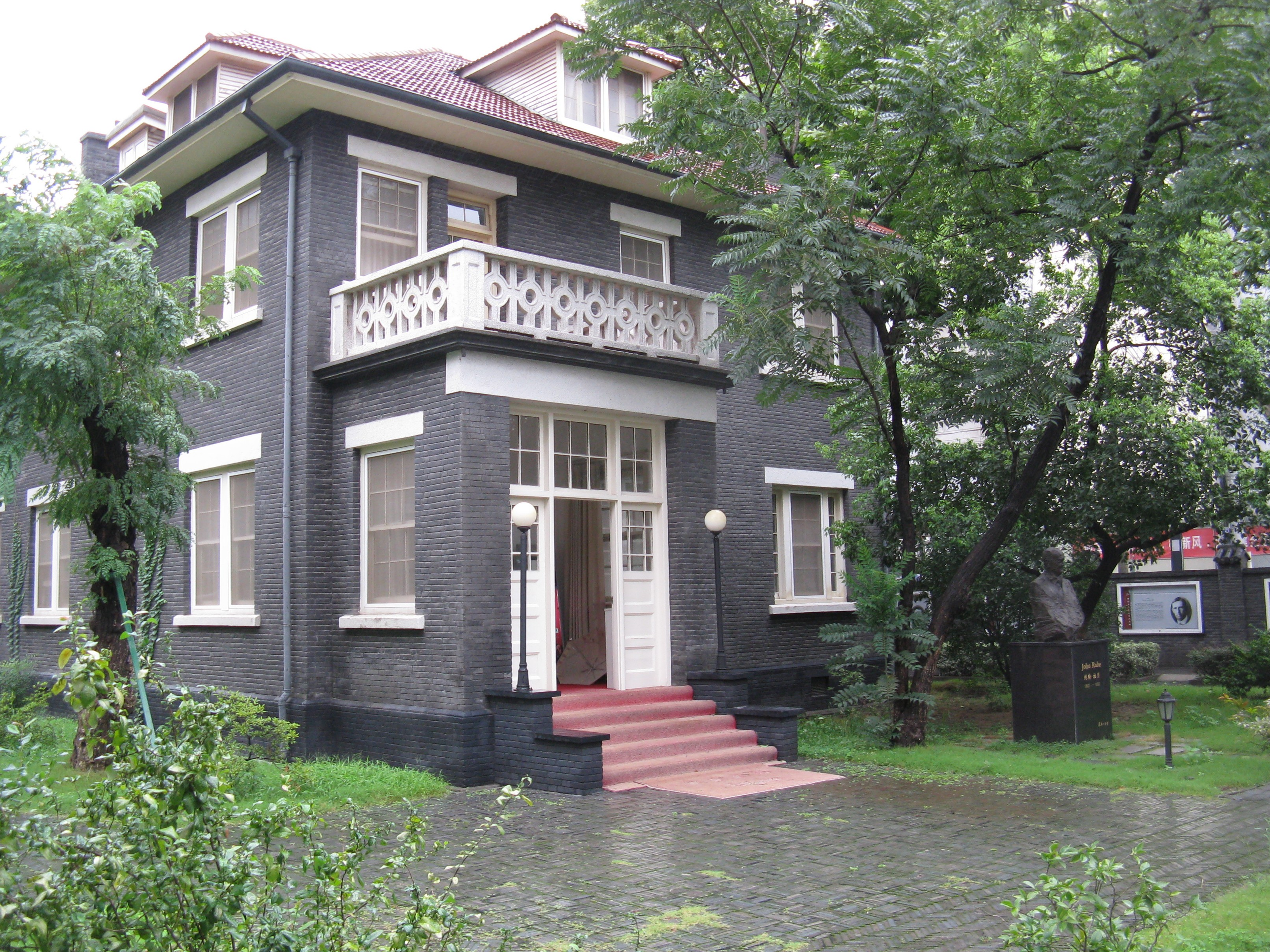
Ancienne résidence de John Rabe à Nankin, désormais « Mémorial de John Rabe et de la Zone internationale de sécurité », à Nankin en juillet 2008.

## Controverse
La Chine et le Japon ont tous les deux reconnu des atrocités commises en temps de guerre. Toutefois des litiges portant sur la représentation historique de ces événements continuent encore aujourd'hui de causer des tensions entre le Japon d'un côté et la Chine et d'autres pays d'Asie de l'autre côté.

### Guerre froide
Avant les années 1970, la Chine a relativement peu attiré l'attention sur le massacre de Nankin. Dans son livre Le Viol de Nankin, Iris Chang affirme que la politique de la guerre froide a encouragé Mao à rester relativement silencieux sur Nankin afin de maintenir une relation commerciale avec le Japon. Chacun son tour, la Chine et le Japon ont utilisé Nankin comme une occasion de diaboliser l'autre.[réf. nécessaire]

### Débats au Japon
Au fil du temps, le traitement japonais des événements a beaucoup évolué, allant de la dissimulation totale pendant la guerre, aux confessions et documents des soldats japonais durant les années 1950 et 1960, la minimisation des exactions du massacre de Nankin durant les années 1970 et 1980, la distorsion et la réécriture de l'histoire par le gouvernement japonais dans les années 1980, jusqu'au déni total de la survenance du massacre de Nankin par les officiels durant les années 1990.
Le débat concernant le massacre a surtout lieu dans les années 1970. À cette époque, les rapports du gouvernement chinois sur les événements sont attaqués par les Japonais qui les accusent de trop reposer sur des mémoires personnelles et des preuves anecdotiques. Des accusations sont lancées sur l'authenticité et l'exactitude des registres d'inhumation et des photographies présentées à la Cour pour les crimes de guerre de Tokyo. Selon les Japonais ces preuves sont des fabrications du gouvernement chinois, artificiellement manipulées ou attribuées à tort au massacre de Nankin.
À cette époque, Katsuichi Honda écrit une série d'articles pour le quotidien Asahi Shimbun sur les crimes de guerre commis par les Japonais durant la Seconde Guerre mondiale. La publication de ces articles déclenche une réponse véhémente de la droite japonaise sur cette interprétation des crimes de guerre. En réponse, Shichihei Yamamoto et Akira Suzuki (en) écrivent deux articles controversés mais influents qui démarrent le mouvement négationniste.

### Excuses et condoléances du Premier ministre et de l'Empereur du Japon
Le 15 août 1995, lors du cinquantième anniversaire de la capitulation japonaise, le Premier ministre japonais Tomiichi Murayama donne la première excuse claire et formelle pour les actes japonais perpétrés durant la guerre. Il présente ses excuses pour l'agression illicite du Japon et les grandes souffrances qu'elle a engendrées en Asie. Ce jour, le Premier ministre et l'Empereur Akihito du Japon prononcent des vœux de deuil au Nippon Budokan de Tokyo. L'Empereur offre ses condoléances et exprime son espoir que de telles atrocités ne se répéteront jamais. Iris Chang, auteur du livre Le Viol de Nankin, critique toutefois Murayama pour ne pas avoir publié d'excuses écrites. Elle prétend que le peuple de Chine « ne croit pas que des excuses sans équivoques et sincères n'aient jamais été faites par le Japon envers la Chine » et que des excuses écrites du Japon auraient envoyé un meilleur message à la communauté internationale.

### Déni public du massacre par des officiels au Japon
En mai 1994, le ministre de la Justice Shigeto Nagano qualifie le massacre de Nankin de « fabrication ».
En avril 2005, la parution au Japon de manuels scolaires minimisant l'importance du massacre de Nankin (réduit à une note en bas de page), provoque de violentes manifestations anti-japonaises en Chine, en Corée du Sud, ainsi qu'une dénonciation virulente de la part des autorités nord-coréennes (la Corée entière fut occupée par le Japon de 1910 à 1945).
En novembre 2006 commençait l'année de la culture de la Chine au Japon en signe de la réconciliation entre les deux pays. Le comité conjoint de 20 historiens a terminé la première phase de ses travaux en décembre 2006 à Pékin, sans que ne soient toutefois abordés des sujets spécifiques comme le massacre de Nankin. En janvier 2009, le comité conjoint déposait un rapport dans lequel les deux parties reconnaissent l'existence d'une « guerre d'agression » menée par le Japon, de « meurtres de masse » à Nanjing, mais ne s'entendent pas sur le nombre de morts. Les Japonais évitent d'autre part de faire référence à l'unité 731.
En novembre 2006, le Premier ministre japonais, Shinzō Abe, tenta de mettre fin aux querelles en reconnaissant que son pays avait commis des atrocités durant la Seconde Guerre mondiale et de se réconcilier avec son voisin[réf. souhaitée].
Le 19 juin 2007, un groupe d'environ 100 députés du Parti libéral-démocrate qualifient une fois de plus le massacre de Nankin de fabrication, arguant qu'il n'existe aucune preuve formelle de massacres de masse perpétrés par les soldats japonais. Ils accusent Pékin d'utiliser l'incident présumé comme « publicité politique »,.
Le 20 février 2012, le maire de Nagoya Takashi Kawamura déclare au chef d'une délégation officielle de Nankin, ville jumelée avec Nagoya, qu'il pense que seuls des « actes de guerre conventionnels » y avaient eu lieu, provoquant des protestations solennelles du gouvernement chinois.
Le 24 février 2012, le gouverneur de Tokyo Shintarō Ishihara déclare qu'il croit également que le massacre de Nankin ne s'est jamais produit. Il affirme qu'il aurait été impossible de tuer autant de personnes dans un si court laps de temps.

## Postérité

### Effet sur les relations internationales
La mémoire du massacre de Nankin a été un obstacle aux relations sino-japonaises depuis le début des années 1970. Les échanges bilatéraux en commerce, culture et éducation ont grandement augmenté depuis que les deux pays ont normalisé leurs relations bilatérales et que le Japon est devenu le plus important partenaire commercial de la Chine. Le commerce entre les deux nations représente plus de 200 milliards de dollars par an. Malgré cela, beaucoup de Chinois ont un fort sentiment de méfiance et d'animosité envers le Japon. Ces sentiments sont soutenus par la croyance que le Japon est réticent à admettre et à présenter ses excuses pour les atrocités.
Takashi Yoshida a décrit comment l'évolution des préoccupations politiques et les perceptions de l'« intérêt national » au Japon, la Chine et les pays occidentaux ont façonné la mémoire collective du massacre de Nankin. Yoshida affirme qu'au fil du temps, l'événement a acquis différentes significations pour différents peuples.
Beaucoup de Premiers ministres japonais ont visité Yasukuni-jinja, un sanctuaire dédié à la mémoire des soldats japonais tués durant les guerres dans lesquels le Japon a combattu depuis la fin du 19e siècle, dont des criminels de guerre du massacre de Nankin. Dans le musée adjacent au sanctuaire, un panneau informe les visiteurs qu'il n'y a eu aucun massacre à Nankin, mais que les soldats chinois habillés en civils ont été « sévèrement sanctionnés ». En 2006, l'ancien Premier ministre japonais Junichiro Koizumi fait un pèlerinage au temple, malgré les avertissements de la Chine et de la Corée du Sud. Sa décision de visiter le temple a déclenché l'indignation internationale. Bien que Koizumi ait nié avoir essayé de glorifier la guerre ou le militarisme historique japonais, le ministre des Affaires étrangères chinois accusa Koizumi de « naufrage dans les fondations des relations sino-japonaises ». La Corée du Sud convoqua l'ambassadeur japonais pour protester,,,.

### Composant de l'identité nationale
Takashi Yoshida affirme que, « Nankin a figuré dans les tentatives des trois nations [Chine, Japon et États-Unis] de préserver et redéfinir la fierté et l'identité nationale et ethnique, assumant différentes significations basées sur le changement des ennemis internes et externes de chaque pays »[pas clair].

### Japon
Au Japon, le massacre de Nankin touche à l'identité nationale et aux notions de « fierté, honneur et honte ». Yoshida affirme que « Nankin cristallise un conflit plus large sur la constitution de la perception idéale de la nation : le Japon, comme nation, admet son passé et présente ses excuses pour ses méfaits en temps de guerre ; ou (…) reste ferme face aux pressions étrangères et enseigne aux jeunes Japonais sur les martyrs bienveillants et courageux qui ont combattu une guerre juste pour sauver l'Asie de l'agression occidentale ». Reconnaître le massacre de Nankin en tant que tel peut être considéré dans certains milieux au Japon comme un dénigrement du Japon (dans le cas des étrangers) ou de l'auto-flagellation (dans le cas des Japonais).
La majorité des Japonais admettent que leur armée a commis des atrocités durant le massacre de Nankin. Certains négationnistes et officiels japonais démentent publiquement l'incident, le désignant comme de la propagande destinée à déclencher un mouvement anti-japonais. Le sujet reste un sujet de discorde entre la gauche et la droite japonaise. Alors que la gauche pense que ces événements définissent l'armée japonaise de l'époque, la droite pense quant à elle que l'ouverture du Japon et que les bombes atomiques sont des événements beaucoup plus significatifs.

### Chine
Le massacre de Nankin a émergé comme une pierre fondamentale dans la construction de l'identité nationale de la Chine moderne. Les Chinois contemporains (dont les citoyens de la RPC, Taïwan et de la diaspora) vont se référer au massacre de Nankin pour expliquer certaines positions qu'ils tiennent ou certaines idées qu'ils ont. Cet événement d'unification nationale est vrai aussi bien chez les paysans peu éduqués que chez les fonctionnaires expérimentés du gouvernement.
Le 27 février 2014, la Chine annonce que le massacre de Nankin et la victoire contre le Japon lors de la Seconde Guerre mondiale seraient désormais célébrés par deux journées de commémoration nationale.

## Dans les arts et la culture populaire

### Filmographie

#### Cinéma
- Soleil noir : le massacre de Nanjing (en) (Hei tai yang: Nanjing datusha, Black Sun) (1995), réalisé par Mou Tun-fei
- Ne pleure pas Nanjing (Nanjing yi jiu san qi, Don't cry Nanking) (1995), réalisé par Wu Ziniu
- Nanking (2007), réalisé par Dan Sturman et Bill Guttentag.
- John Rabe, le juste de Nankin (2009), réalisé par Florian Gallenberger.
- City of Life and Death (南京! 南京!) (2009), réalisé par Lu Chuan
- Sacrifices of War (2011), réalisé par Zhang Yimou
- Dead to Rights (南京照相馆) (2025), réalisé par Shen Ao

### Musicographie
- Le compositeur chinois Bright Sheng a écrit en 2000 Nanjing! Nanjing!, un thrène pour orchestre et pipa
- Le groupe de hip-hop taïwanais Machi (en) a composé en 2007 la chanson Nanjing 1937
- Le groupe de thrash metal californien Exodus relate le massacre dans la chanson Nanking publiée en 2010
- Le groupe de death/folk métal chinois black kirin raconte le massacre dans son album Nanking Massacre

### Littérature

#### Romans
- Henri Vernes, La Guerre du Pacifique n'aura pas lieu, 1998. Dans ce roman, Bob Morane, le héros créé par Henri Vernes, assiste au massacre de Nankin à la suite d'un voyage dans le temps.
- Mo Hayder, Tokyo, 2004. Dans ce roman policier, Grey, l'héroïne de l'histoire, est obsédée par le massacre de Nankin et part au Japon à la recherche d'un vieux film disparu, seul témoignage visuel des atrocités commises par les japonais en 1937.
- Pearl Buck, Les Fils du dragon, 1950.
- Pascal Vatinel, Parce que le sang n'oublie pas, 2011, Babel Noir - Actes sud & Éditions du Rouergue.
- R.F. Kuang, The Poppy Wars (La Guerre du pavot en français), 2022. Dans cette série de fantasy historique, le massacre fictif de Golyn Niis fait clairement référence à celui de Nankin.

#### Bandes dessinées
- Nankin de Nicolas Meylaender (scénario) et Zong Kai (dessin), Les Éditions Fei, 2011.  — Un avocat chinois retrace le parcours d'une fillette qui a survécu au massacre en décembre 1937.

## Documentaire
- Le Sac de Nankin de Serge Viallet, 2007

## YouTube Vidéo
- Pourquoi les Japonais étaient-ils si brutaux pendant la Seconde Guerre mondiale ?  Simple history, 2025
- Japan’s war crimes … why did we forget?, Elephants in Rooms - Ken LaCorte, 2025

### Monographies
- Kasahara Tokushi, Le massacre de Nankin, décembre 1937-mars 1938, [1997] traduit et introduit par Arnaud Nanta, préfacé par Christian Ingrao, Paris : Maisonneuve & Larose – Hémisphères, Paris, 2024.
- Xu Zhigeng, Le Massacre de Nankin. Une page tragique de la Seconde Guerre mondiale, 1995
- Joshua A. Fogel, The Nanjing massacre, 1997
- Iris Chang, Le Viol de Nankin, 1998
- Michaël Prazan, Le Massacre de Nankin 1937, 2007

### Témoignages sur le massacre
- (en) John E. Woods, The Good man of Nanking, the Diaries of John Rabe, 1998.
- Hua-Ling Hu, American goddess at the rape of Nanking: the courage of Minnie Vautrin, 2000.
- Zhang Kaiyuan (éditeur), Eyewitness to massacre: American missionaries bear witness to Japanese atrocities in Nanjing, East Gate book, 2000.
- Ono Kenji, a conduit les entretiens de 200 vétérans de guerre japonais et il a collecté 24 journaux personnels de guerre. Voir: Kenji Ono, et al., comp. Nanking Daigyakusatsu o Kirokushita Kogun Heishitach [Imperial Army Soldiers Who Recorded the Nanjing Massacre] (Tokyo, Otsuki Shoten, 1996). Voir aussi : Ono, “Gyakusatsu ka Kaihou ka: Yamada Shitai Horyo Yaku Niman no Yukue” [Massacre or Discharge? Fate of the About 20,000 Prisoners of War Captured by the Yamada Detachment],” in Nanking Jiken Chosa Kenkyukai [The Nanjing Incident Research Group], Nanking Daigyakusatsu Hiteiron 13 no Uso [Thirteen lies in the Nanjing Massacre Deniers’ Claims] (Tokyo: Kashiwa Shobo, 1999), 140-156.

## Documentaire
- Nankin, la mémoire et l'oubli, de Michaël Prazan. Produit par Les Poissons volants et Rosem Films, (2006), (52 min)